# Бронштейн, Рафаэль
Рафаэль Бронштейн (англ. Raphael Bronstein; 25 июня 1896, Вильна — 4 ноября 1988, Нью-Йорк, Нью-Йорк) — американский музыкальный педагог еврейского происхождения.
Учился в Санкт-Петербургской консерватории у Леопольда Ауэра (1910—1916). После этого выступал в Европе. В 1923 году прибыл в США, где полностью посвятил себя педагогической карьере. Был ассистентом Ауэра до смерти последнего в 1930 году, затем работал самостоятельно в Хартфордском университете, Бостонском университете и наконец с 1950 года до конца жизни в Манхэттенской школе музыки (в поздние годы Бронштейну ассистировала его дочь Ариадна Брон). Среди учеников Бронштейна Элмар Оливейра, Вернер Торкановски и другие. Один из его учеников, Виктор Кан, вспоминает о Бронштейне как об исключительно доброжелательном и общительном наставнике, способном вдохновить ученика. Свой педагогический опыт Бронштейн обобщил в книге «Наука скрипичной игры» (англ. Science of Violin Playing; 1981).